# Marta Felip i Torres
Marta Felip i Torres (Figueres, 25 de novembre de 1972) és una politòloga catalana experta en administració.
Després d'estudiar en el Col·legi Sant Pau i a l'Institut Ramon Muntaner, inicià els estudis d'Història a la Universitat de Girona i l'any 1996 es llicencià en Ciències Polítiques i de l'Administració per la Universitat Autònoma de Barcelona. En aquest mateix centre universitari cursà diversos postgraus de Dret Local, Urbanístic i Urbanisme. El 2001 superà les oposicions d’accés al Cos de funcionaris d’Administració local amb habilitació de caràcter estatal i com a tal desenvolupà el càrrec de secretària general dels ajuntaments de La Vajol, Portbou, Olot, Vic i Castelló d'Empúries-Empuriabrava entre 2001 i 2011. També del 2007 fins al 2011 exercí de presidenta de la Junta del Col·legi de Secretaris, Interventors i Tresorers de l'Administració local de la província de Girona.
El juny de 2011 fou nomenada Tinenta d’Alcalde de l’Ajuntament de Figueres i el 4 de gener de 2013 substituí Santi Vila i Vicente en el càrrec d'alcaldessa de Figueres, essent la primera dona de la història de la vila a ocupar aquest càrrec. A les eleccions municipals de juny de 2015 revalidà el càrrec de l'alcaldia per quatre anys més
Paral·lelament a la tasca política, ha estat també professora associada del Departament de Dret públic de la Universitat de Girona, dins el Grau de Ciències Polítiques. El 6 de juny de 2018 fou nomenada Secretària general del Departament d’Empresa i coneixement de la Generalitat de Catalunya i des del 17 de setembre de 2020 fou Directora de l’Escola d’Administració pública de Catalunya fins al juny de 2021, moment en què es va reincorporar a l'administració, com a secretària de l'ajuntament de Castelló d'Empúries, i donà per acabada la seva etapa política.

## Obres
- Marta Felip: Discurs d'investidura. Figueres: Ajuntament de Figueres, 2013
- Marta Felip: 100 dies de govern. Figueres: Ajuntament de Figueres, 2013
- Ciudadana de Figueres. 2014[7]